# Робето Мелоні
Робето Мелоні (італ. Roberto Agostino Meloni; *6 грудня 1977, Ардара) — італійський і латвійський співак та телеведучий. Двічі брав участь в Євробаченні: у 2007 як член групи Bonaparti.lv і у 2008 як член групи Pirates of the Sea.

## Біографія

### Ранні роки
Народився 6 грудня 1977 в місті Ардара на італійському острові Сардинія. П'ята дитина в сім'ї, має трьох сестер і одного брата. Навчався в школі в Оцієрі, закінчив університет Сассарі з відзнакою за спеціальністю «іноземні мови і література», а потім виграв стипендію і право на поїздку до Риги, в Латвію, де пізніше осилився.

### Музична кар'єра
Музикою він займався з 4 років, беручи участь в ряді концертів, в тому числі в фестивалі Una Voce в Сан-Ремо в 1995. У 2004 він взяв участь в латвійському реаліті-шоу Talantu Fabrika (аналог «Фабрики Зірок») і вийшов у фінал, здобувши популярність як єдиний іноземний учасник цього шоу. У травні того ж року він створив дует з Єлизаветою Загорською, але їх перший альбом Viva el Amor вийшов тільки через 4 роки, в березні 2008.
У 2011 Мелоні дав ряд концертів на Україні. З серпня по жовтень 2011 знаходився на Сардинії, де зняв два відеокліпи на свої пісні «The love is a tango» і «I love you lady», що стали популярними в Латвії. У тому ж році він був удостоєний почесної нагороди Сардинії «Navicello d'argento», що присуджується жителям Сардинії за прославляння свого острова.
У 2012 він записав пісню «Paslepes» зі співачкою Jenny May, знявши відеокліп. В даний час Роберто Мелоні є одним з учасників литовського шоу «The Voice».

### Євробачення
У 2007 в складі групи тенорів Bonaparti.lv бере участь в Євробачення у Фінляндії. Група виконала пісню «Questa Notte», яка зайняла 16-е місце.
У 2008 Роберто знову потрапив на Євробачення, але вже як член групи Pirates of the Sea, в якій виступали також танцівниця Александра Курусова (переможниця латвійського шоу «Танці з зірками») і телеведучий Яніс Вайшля. Група з піснею «Wolfes of the Sea» стала 12-ю на конкурсі з 83 балами, а телекомпанія Бі-бі-сі назвала костюми членів групи найстильнішими на конкурсі. Пісня стала хітом в Данії і Німеччини. у липні того ж року Pirates of the Sea виступили на Слов'янському базарі у Вітебську.
У 2009 Мелоні оголошував голоси Латвії на Євробачення 2009. У фіналі латвійського відбору на Євробачення-2009 його група Pirates of the Sea виконала англійську кавер-версію пісні «Moskau» групи «Dschinghis Khan».

### Кіно і театр
Мелоні грає в латвійському театрі, йому належать головні ролі в мюзиклах «Вестсайдська історія», «Знедолені» і «Робінзон Крузо». У травні 2009 на латвійській сцені була поставлена комедія «Ladies 'Night».
Роберто Мелоні озвучив для латвійської версії мультфільму «Мадагаскар 3» морського лева Стефано.

### Телебачення
У 2007 Роберто взяв участь в латвійській версії шоу «Танці з зірками» (його партнеркою була танцівниця Лаура Косіть), покинувши проект шостим, а також з'явився в телешоу Sapni Piepildas.

### Особисте життя
Роберто неодружений, хоча мріє одружитися з українкою або італійкою. Крім рідної італійської, знає латвійську, англійську, в даний час вивчає литовську.